# Tomosvaryella troangulatus
Tomosvaryella troangulatus är en tvåvingeart som beskrevs av Kapoor, Grewal och Sharma 1987. Tomosvaryella troangulatus ingår i släktet Tomosvaryella och familjen ögonflugor. Inga underarter finns listade i Catalogue of Life.